# 情牵南洋
《情牵南洋》（Age Of Glory 2）是马来西亚电视台ntv7和马来西亚制作公司Double Vision联合制作的马来西亚剧集，由王淑君、吴天瑜主演。

## 故事大纲
本剧讲述1930年代移民南洋的华人在马来亚落地生根的故事。

## 演员表

### 主要演员
| 演员   | 角色   |
| 王淑君 | 郑佩琪 |
| 吴天瑜 | 叶枫   |
| 吴维彬 |        |
| 李洺中 |        |
| 蔡珂立 |        |
| 释福如 |        |
| 吴姵其 |        |
| 曾玟伟 |        |
| 萧佩莹 |        |
| 尤凤音 |        |
| 庄仲维 |        |
| 温绍平 |        |

## 收视率
《情牵南洋》取得了13点的收视率，观眾高达70万人次，贏得好口碑。

## 奖项
主题歌《流连》获首届亚洲彩虹奖最佳主题歌。